# عالي قابو
عالي قابو (بالفارسية: عالی‌قاپو) هو قصر تاريخي يعود إلى عصر السلالة الصفوية، ويقع في أصفهان.